# Християнська робітнича партія Бразилії
Християнська робітнича партія Бразилії (порт. Partido Trabalhista Cristão; PTC) — християнська консервативна політична партія в Бразилії.
Партію було засновано 1985 як Молодіжну партію (Partido da Juventude, PJ) Даніелем Турінью, бразильським адвокатом. 1989 року партію було перейменовано на Партію національної реконструкції (Partido da Reconstrução Nacional, PRN). 1990 року Фернанду Коллор ді Меллу був обраний на пост президента країни від цієї партії.
Після імпічменту Коллора 1992 року для партії настала глибока криза. 2000 року її назву було замінено на сучасну.